# Антилопа и косац
Антилопа и косац (енгл. Oryx and Crake) је роман канадске списатељице Маргарет Атвуд. Роман је издат 2003. године у Канади, а у Србији је преведен 2004. године. 
Она је описала роман као спекулативну фантастику и авантуристичку романсу, а не као чисту научну фантастику, јер се не бави стварима „које још не можемо или почињемо да радимо“, али превазилази количину реализма који она повезује са формом романа. Фокусира се на усамљеног лика по имену Снешко, који се налази у суморној ситуацији са само створењима по имену Крејкерс која му праве друштво. Читалац сазнаје за његову прошлост, као дечака по имену Џими, и о генетским експериментима и фармацеутском инжењерингу који су се десили у надлежности Џимијевог вршњака, Глена „Крејка“.
Књигу је први објавио издавач McClelland and Stewart. Ушао је у ужи избор за награду Мен Букер за фикцију 2003, као и за награду Оранџ за фикцију 2004. Роман је први из трилогије Лудиадам, а следе Година потопа (2009) (преведен на српски језик) и Лудиадам (2013).

## Радња романа
Роман се фокусира на лик који се зове "Снешко", који живи у постапокалиптичном свету у близини групе примитивних створења налик људима које он назива Крејкерси. Флешбекови откривају да је он некада био дечак по имену Џими који је одрастао у свету којим доминирају мултинационалне корпорације и где постоје привилегована насеља за породице њихових запослених. Близу глади, Снешко одлучује да се врати у рушевине комплекса по имену РејовенЕсенс да би потражио залихе, иако га преплављују опасне генетски модификоване хибридне животиње. Он смишља објашњење за Крејкерсе, који га сматрају учитељем, и започиње своју експедицију у потрази за храном.
У Снешковом сећању на прошле догађаје, Џимијева породица се сели у имање ХелтхВизер, где његов отац ради као генетски инжењер. Џими упознаје и спријатељи се са сјајним студентом науке по имену Глен. Џими почиње да га назива Крејк када користи то име у онлајн игрици која се зове Ектинктатон. Џими и Крејк проводе већи део свог слободног времена играјући онлајн игрице, пушећи „траву“ и гледајући видео снимке као што су погубљења уживо, графичка хирургија, гњечење жаба и дечја порнографија. Током једног од њихових гледања дечије порнографије, Џими је веома задивљен очима младе девојке које се виде у порнографији.
Након што је завршио средњу школу, Крејк похађа веома цењени институт Вотсон-Крик, где студира напредни биоинжењеринг, али Џими завршава на омраженој Академији Марте Грејем, где студенти студирају хуманистичке науке, цењене само због својих пропагандних апликација. Џими добија посао писања огласа, док Крејк постаје биоинжењер у РејоожвенЕсенсе. Крејк користи своју истакнуту позицију да створи Крејкерсе, мирне, нежне хуманоиде биљоједе, који имају сексуалне односе само током полиандријских сезона парења. Његова наведена сврха за њих, заправо намерна обмана, јесте да створи моделе свих могућих опција које би породица могла да изабере у генетској манипулацији своје будуће деце. Његов био-инжењерски тим се састоји од најстручнијих играча окупљених из онлајн Ектинктатон заједнице.
Крејк говори Џимију о још једном веома важном пројекту, супер-пилули налик виагри под називом БлисПлус, која такође обећава здравље и срећу, али тајно изазива стерилизацију како би се решила пренасељеност. Крејк званично ангажује Џимија да му помогне на тржишту. У имању РејовЕсенс, Џими на крају види човека у станишту Крејкерса и препознаје је као девојку са порнографског видеа. Несвестан Џимијеве опсесије њоме, Крејк објашњава да се зове Орикс и да ју је унајмио као учитељицу за Крејкерсе. Орикс примећује Џимијева осећања према њој и чини му се сексуално доступном, упркос томе што је и Крејкова романтична партнерка. Како њихова веза напредује, Џими се све више плаши да је Крејк сазнао за то. Такође обећава и Ориксу и Крејку да ће се бринути о Крејкерсима ако им се нешто деси.
Након што је Крејков чудесни лек БлисПлус широко распрострањен, глобална пандемија, намерно изазвана, избија и почиње да брише људску расу и изазива масовни хаос изван заштићеног РејовЕсенс комплекса. Схвативши да је ово све време планирао Крејк, и осетивши да се нешто опасно дешава у вези са Крејком и Орикс, Џими хвата пиштољ да би се супротставио Крејку, који се враћа са Орикс изван имања и треба му Џими да их пусти унутра. Крејк се јавља Џимију са руком око онесвешћене Орикс, говорећи да су он и Џими имуни на вирус. Џими их пушта унутра, након чега Крејк ножем пререже Ориксин врат. Џими тада одмах убија Крејка.
Током Снешковог путовања да покупи залихе, посече ногу о комадић стакла и зарази се. Враћа се у камп Крејкерса и сазнаје да још три човека кампују у близини. Снешко прати дим до њихове ватре. Снешко није сигуран да ли и како да се суочи са њима, али доноси одлуку.

## Ликови
- Снешко, чије је оригинално име Џими, главни је протагониста; прича је испричана из његове перспективе. Име „Снежни човек“ је скраћеница од „одвратног снежака“, што се односи на Јетија, митско мајмунско створење са Хималаја. За онлајн игрицу Ектинктатон, Џими привремено такође има кодно име животиње „Тикни“ (жбун дебелог колена), који Крејк бира за Џимија од аустралијске птице познате по томе што насељава гробља
- Крејк, чије је оригинално име Глен, је Џимијев пријатељ из детињства; одличан ученик у средњој школи, постаје бриљантан генетичар и на крају луди научник. Он смишља план да ослободи Земљу од Хомо сапиенса и замени ову деструктивну, лоше дизајнирану врсту мирнијом и еколошки прихватљивијом верзијом. Његово име играча у Ектинктатон игрици потиче од имена за мале аустралијске птице. У есеју Робина Елиота о Атвудовој, он објашњава паралеле између Глена и чувеног пијанисте Глена Гулда: у роману се наводи да је Глен добио име по познатом пијанисти, а Етвуд је објаснила да Глен има Аспергеров синдром, за који се сумња да је Гоулд такође имао.[4]
- Орикс је мистериозна жена, коју су Џими и Крејк препознали као бескућницу са сајта за дечију порнографију. Крејк је ангажује за сексуалне услуге и као учитељицу Крејкерсима, али она тајно постаје и Џимијева љубавница. После катастрофе, њено сећање наставља да прогања Снешка. Њено име је од орикса, афричке антилопе: "То чак није ни њено право име, које он ионако никада није знао; то је само реч. То је "мантра". Описује се да вероватно потиче из региона јужне или југоисточне Азије.
- Шерон је Џимијева мајка. Једном је радила у ОрганИнк-у, као и њен муж, али је престала због нелеченог нервног слома због њеног противљења пословању био-корпорација. Она је депресивна и често се свађа са Џимијевим оцем. Џими се бори за пажњу своје мајке, али она проводи већи део свог времена седећи у бадемантилу и пушећи. На крају, Шерон бежи из имања ХелтхВизер, напуштајући свог сина и узимајући његовог драгоценог генетски модификованог кућног љубимца ракунка [генетски спој између ракуна и твора] по имену "Убица". Она се повезује са разним подземним опозиционим групама и прогоне је смртоносне службе корпоративне безбедности. Џимија прогања мајчино одсуство и често га посећују инспектори покушавајући да пронађу где се она налази.
- Џимијев отац, неименован у књизи, прво ради за ОрганИнк, а касније за ХелтхВизер као научник. Он је у великој мери укључен у развој генетски модификованих свиња које производе органе за трансплантацију људи. Он је прагматичнији у погледу морала генетског спајања од своје жене. Након што Џимијева мајка напусти имање, он наставља везу са својом лабораторијском техничарком, Рамоном, и на крају се венчавају.
- Рамона је један од лабораторијских техничара Џимијевог оца у ОрганИнк-у. Рамона, Џими и Џимијев отац често излазе да једу заједно. Када Џимијев отац напусти ОрганИнк да би прихватио нову позицију у ХелтхВизеру, Рамона креће са њим. Након тајанственог одласка Џимијеве мајке, Рамона се усељава и преузима мајчинску улогу у Џимијевом животу.

## Почеци
Маргарет Атвуд је почела да пише роман много раније него што је очекивала, док је још била на турнеји по књизи за свој претходни роман Слепи убица. У марту 2001. Атвуд се нашла у северном региону Аустралије, посматрајући птице са својим партнером током паузе од промоције књига. Овде, док је посматрала црвеноврате барске коке у њиховом природном станишту, била је погођена инспирацијом за причу. Међутим, Атвуд је објаснила да је рад такође био производ њених дуготрајних размишљања о таквом сценарију током њеног живота, као и да је проводила много времена са научницима током свог детињства. Она је изјавила:
Неколико мојих блиских рођака су научници, а главна тема на годишњој породичној божићној вечери ће вероватно бити цревни паразити или полни хормони код мишева, или, када то чини ненаучнике превише мучнима, природа Универзума.
Атвуд је наставила да пише роман током лета 2001. док је била у посети арктичком северу, сведочећи о утицају глобалног загревања на регион. Међутим, потрешена нападима 11. септембра, престала је да пише на неколико недеља у јесен, рекавши: „Дубоко је узнемирујуће када пишете о измишљеној катастрофи, а онда се догоди права“. Међутим, уз питања која се назиру на крају, Етвуд је завршила роман за објављивање 2003. Ова питања у роману, објаснила је Атвуд, су „једноставно: Шта ако наставимо путем којим смо већ? Колико је клизав нагиб? Које су наше спасоносне милости? Ко има воље да нас заустави?"

## Алузије и референце
У првом поглављу, Снешко изговара референцу из Кланице пет Курта Вонегута:
„То је стриктно придржавање свакодневне рутине која тежи одржавању доброг морала и очувању разума“, каже он наглас. Има осећај да цитира из књиге, неке застареле, тешке директиве написане у помоћ европским колонијалцима који држе плантаже ове или оне врсте.
Једно од Снешкових размишљања, „Сада сам сам [...] Сасвим, сасвим сам. Сам на широком, широком мору“[9] је алузија на четврти део Семјуела Тејлора Колриџа и песму Песма о старом морнару.
У поглављу 5 (пододељак Боца) је „Напоље, напољу, кратка свећа“ из Шекспировог Магбета.
Крејк, као и Хамлет, открива да су му оца вероватно убили мајка и очух. Попут Хамлета, планира да га освети.
Књига алудира на зелени флуоресцентни протеин више пута у књизи. Деца Крејка су описана како имају зелене очи од протеина медузе, што указује да је он користио овај ген у свом стварању. Зелени зечеви су дивље животиње на овом свету, алудирајући на Албу, зеца којег је створио научник Луј-Мари Худебин са гфп геном како би сијао зелено.

### Популарна култура
Sobriquet Magazine идентификовао је неколико могућих поп културних референци у књизи:
Свет који Атвуд замишља у Антилопи и косцу тешко да је тако натегнут, посебно онлајн. Егзибиционистички веб-сајт At Home With Anna K, на пример, готово је сигурно референца на Ану Вог и њени 24 часовно снимање свог живота и покрет за преобликовање живота који су пионири Џенифер Рингли и њен сада непостојећи веб-сајт JenniCam. Исто тако, многе друге измишљене веб странице које Џими и Крејк посећују у роману имају аналоге из стварног живота: : Felicia's Frog Squash је у суштини порно портал за симпатије, премиса dirtysockpuppets.com. Концепт гледања асистираних самоубистава на nitee-nite.com актуелизован је у нашем свету када је Крег Еверт дозволио да његова смрт у Швајцарској буде документована од стране Скај ТВ-а за њихов контроверзни документарац о праву на смрт. Чак је и наизглед натегнута идеја о емитовању погубљења уживо (коју Џими и Крејк гледају) већ разматрана, при чему је велики проценат становништва САД пријемчив за тај концепт.

## Критика
Књига је добила углавном позитивне критике у штампи. The Globe and Mail, Maclean's и Торонто Стар рангирали су роман високо међу њеним делима, а Хелен Браун је за Дејли телеграф написала: „Биоинжењерска апокалипса коју она замишља је беспрекорно истражена и болесно могућа: директна последица краткорочног превазилажења науке дугорочна одговорност. И баш као постнуклеарна тоталитарна визија Слушкињине приче, ова прича је смештена у друштво које ће читаоци препознати као само неколико корака испред нашег.” За The New Yorker, Лори Мур је назвао роман „високим и неустрашивим”. Мур је написао: „Тотално, 'Антилопа и косац' је вожња тобоганом. Књига се наставља од застрашујуће суморности, преко усамљене жалости, све док, на пола пута, морбидна глупост не почне спорадично да се јавља, као неко, исцрпљен лошим вестима, хистерично подлегавши кикоћу на сахрани.“ Џојс Керол Отс је приметила да је роман „амбициознији и мрачније пророчански“ од Слушкињине приче. Отс је ово дело назвала „амбициозно забринутим, вешто изведеним перформансом“.
Џоан Смит, која је писала за The Observer, кривила је за неуједначену конструкцију романа и недостатак емоционалне дубине. Она је закључила: „На крају, Антилопа и косац су парабола, маштовит текст за антиглобалистички покрет који баш и не функционише као роман.“
У осврту на Годину потопа, Урсула К. Ле Гуин је бранила роман од критике његових ликова сугеришући да роман експериментише са компонентама моралних драма.
Дана 5. новембра 2019, BBC News уврстио је роман на своју листу 100 најутицајнијих романа.